# 阿胡良水庫

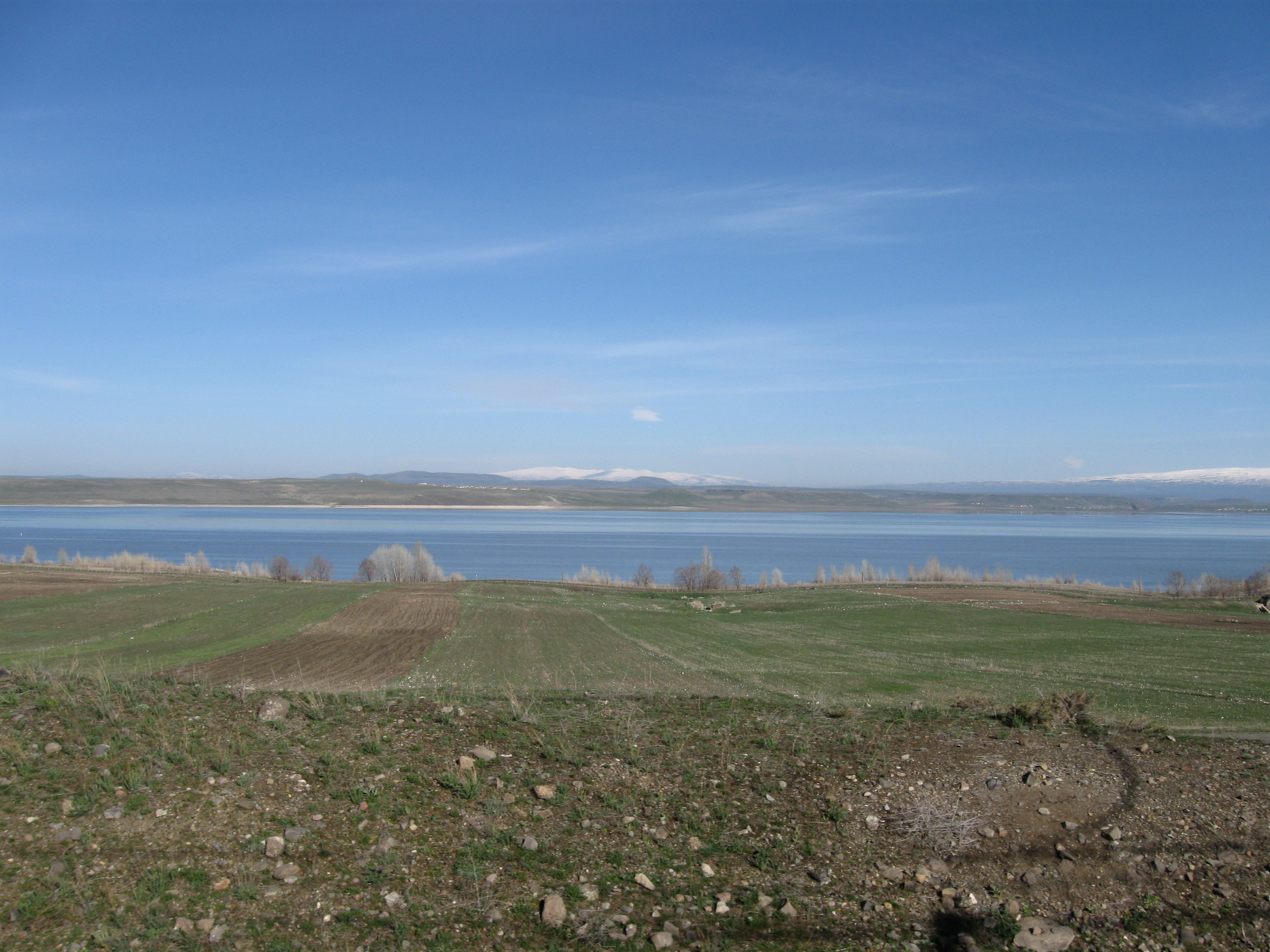
阿胡良水庫

40°33′47.67″N 43°39′16.26″E / 40.5632417°N 43.6545167°E
阿胡良水庫，是歐亞大陸的人工水庫，位於亞美尼亞和土耳其接壤的邊境，長20公里，面積54平方公里，是高加索地區最大的水庫之一，海拔高度1,600米，最大水深59米。